# Индийски носорог
Индийският носорог (Rhinoceros unicornis), наричан още еднорог носорог или брониран индийски носорог е едно от най-едрите сухоземни животни в света. Това е много рядък и защитен вид, който обитава тревистите равнини на Индия и Непал. Въпреки че изглежда тромав на външен вид, носорогът може да се движи с до 55 km/h. Освен това е отличен плувец.

## Външен вид
На цвят индийският носорог е сивокафяв. Отличителна черта, която го различава от африканските и суматренските носорози е наличието на само един рог, разположен вертикално нагоре на предната част на главата на животното. Това според някои учени може да е родило мита за еднорога, популярен сред множество народи. Друг отличителен белег е бронираната на вид кожа, какъвто вид и придават големите кожести дипли. Устните са широки. На външен вид наподобява праисторическо животно заради необикновения си вид.
Възрастните индийски носорози достигат на тегло между 2300 – 3000 кг. По размери е приблизително колкото яванския носорог. Заедно с него индийският носорог се определя за втория най-голям след белия носорог.

## Ареал
В миналото индийският носорог е обитавал обширни райони в саваните и горите в Индия, Непал и Пакистан. Поради масовото му избиване от бракониери през втората половина на 20 век, ареалът му значително се е стеснил, а популацията драстично намаляла. Основните причини за това са на първо място ловът и търговията заради рога на животното, особено ценен в много азиатски страни и избиването му като вредно животно, поради това, че често нападал хората и посевите, тъй като поради разрастването на населението и селищата хората все повече навлизали в естествената среда на носорозите. Тези проблеми продължават и до днес, но в наши дни индийският носорог е защитен в редица национални паркове и резервати в Индия и Непал, като най-значителен е резервата „Казиранга“ в Индия. Днес видът се среща само в ограничени територии в тези 2 страни. В третата страна, в която се е срещал – Пакистан този вид вече е изчезнал. По официални данни популацията на индийския носорог днес наброява около 3000 индивида.